# Josh Onomah
Josh Onomah (London, 1997. április 27. –) angol korosztályos válogatott labdarúgó, aki jelenleg a Tottenham Hotspur játékosa, kölcsönben az Aston Villánál szerepel.

## Sikerei, díjai
- Anglia U17
  - U17-es labdarúgó-Európa-bajnokság: 2014

- Anglia U20
  - U20-as világbajnok: 2017